# Haematopota u-nigrum
Haematopota u-nigrum är en tvåvingeart som beskrevs av Stone och Philip 1974. Haematopota u-nigrum ingår i släktet Haematopota och familjen bromsar.
Artens utbredningsområde är Laos. Inga underarter finns listade i Catalogue of Life.